# Абаклия
Абаклия (на молдовски: Abaclia) е село, разположено в Бесарабски район, Молдова.

## Население
Населението на селото през 2004 година е 5519 души, от тях:
- 5386 – молдовци (97,59 %)
- 48 – руснаци (0,87 %)
- 25 – румънци (0,45 %)
- 24 – гагаузи (0,43 %)
- 21 – украинци (0,38 %)
- 10 – българи (0,18 %)
- 3 – цигани (0,05 %)
- 2 – други националности или неопределени (0,03 %)